# Victoria Cup 2023
La Victoria Cup del 2023 fue la cuarta edición del torneo de selecciones de rugby celebrado en Uganda.
El torneo se disputó en la ciudad de Kampala, Uganda.

## Equipos participantes
- Selección de rugby de Kenia (Simbas)
- Selección de rugby de Uganda (The Rugby Cranes)
- Selección de rugby de Zambia

## Posiciones
| Pos. | Equipo | Encuentros | Encuentros | Encuentros | Encuentros | Tantos | Tantos | Tantos | Puntos Bonus | Puntos Totales |
| Pos. | Equipo | J          | G          | E          | P          | F      | C      | Dif.   | Puntos Bonus | Puntos Totales |
| ---- | ------ | ---------- | ---------- | ---------- | ---------- | ------ | ------ | ------ | ------------ | -------------- |
| 1    | Uganda | 2          | 2          | 0          | 0          | 51     | 28     | + 23   | 1            | 9              |
| 2    | Kenia  | 2          | 1          | 0          | 1          | 56     | 33     | + 23   | 2            | 6              |
| 3    | Zambia | 2          | 0          | 0          | 2          | 20     | 66     | - 46   | 0            | 0              |

Nota: Se otorgan 4 puntos al equipo que gane un partido y 2 al que empate
Puntos Bonus: 1 punto por convertir 4 tries o más en un partido y 1 al equipo que pierda por no más de 7 tantos de diferencia

## Resultados
| 28 de octubre | Uganda | 30 - 8 | Zambia | Kampala, Uganda |  |

| 1 de noviembre | Kenia | 36 - 12 | Zambia | Kampala, Uganda |  |

| 5 de noviembre | Uganda | 21 - 20 | Kenia | Kampala, Uganda |  |

| Bandera de Zimbabue |
| Campeón Uganda      |
| Primer título       |